# Cuesta van het Waasland
De Cuesta van het Waasland, de westelijke verderzetting van de Cuesta van Boom, is een cuestalandschap in het Waasland. Het verschil in erosiegevoeligheid tussen zand en klei leidde tot een scherp geprononceerd cuestafront tussen Waasmunster en Rupelmonde, in het zuiden begrensd door Durme en Schelde. De kleilaag (Formatie van Boom) zet zich voort in de Rupelstreek van Boom, maar de cuesta wordt tussen Rupelmonde en Schelle onderbroken door het doorbraakdal van Hoboken. De maximale hoogte bovenop de cuesta is ongeveer 30m TAW, in Waasmunster, wat overeenkomt met het hoogste punt (in Reet) van het Boomse.
Door de ondoordringbaarheid van klei voor water, kent het gebied ten noorden van de Cuesta van het Waasland een hoge grondwaterstand, hetgeen de landbouw bemoeilijkte. Mogelijk is dit ook de grondslag voor de naam Waasland (waas in de oude betekenis van slijk, bij eb droogvallend land). De afwatering van de Cuesta van het Waasland geschiedt voornamelijk door de Barbierbeek, die ontspringt in Sint-Niklaas en in de Polders van Kruibeke in de Schelde uitmondt. In het cuestafront en de polders ten zuiden daarvan welt grondwater op. Het is daar dat de oudste kernen van bewoning gevonden worden.
Reeds in Romeinse tijd werd de klei van het Waasland ontgonnen, en onder andere in Tielrode (tot 2001), Steendorp (tot 2010) en Kruibeke/Burcht zijn lange tijd steenbakkerijen actief gebleven.